# إميلي (أوبرا)
إميلي هي أوبرا وهي على وجه التحديد مونودراما مدتها 75 دقيقة مكونة من 9 مشاهد لمغنية السوبرانو، من تأليف الملحن الفنلندي كايا سارياهو إلى نص من تأليف أمين معلوف. كُتبَت في عام 2008. استنادًا إلى حياة وكتابات ماركيز إيميلي دو شاتليه (1706-1749 م)، عُرض العمل لأول مرة في أوبرا ليون [الإنجليزية]، في فرنسا ، في 1 آذار 2010، مع السوبرانو الفنلندية كاريتا ماتيلا، صاحبة الدور الرئيس. تروي الأوبرا إنجازات عالمة الرياضيات والفيزياء وعشيقة فولتير: أول امرأة تحظى بسمعة علمية دولية بفضل عملها الرائد في دراسة النار.